# Reagrupament de les Poblacions Tahitianes
Reagrupament de les Poblacions Tahitianes (francès Rassemblement des Populations Tahitiennes, RDPT) fou un partit polític de la Polinèsia Francesa fundat el 1949 per Pouvana'a a Oopa Tetuaapua (1895-1977), mestís veterà de guerra del Batalló del Pacífic, com molts dels seus primers membres. El partit reclama tiamaraa, concepte traduïble per autonomia, però també per independència, i catalitzarà les reivindicacions dels ex-combatents i els greuges de la població local contra el personal administratiu vingut de la metròpoli. Obtingueren suport protestant (Pouvanaa fou educat en una missió) i reclamà més responsabilitat per als polinesis en el si de les instàncies decisòries del territori. Publicà el butlletí Te Aratai.
Pouvana'a va crear un comitè (el Comitè Pouvana'a) el 1947 per a reclamar més autonomia per a les illes al general Charles de Gaulle. El 1949 va assolir l'acta de diputat a l'Assemblea Nacional Francesa, i fou reelegit a les eleccions legislatives franceses de 1951 (amb el 70% dels vots) i eleccions legislatives franceses de 1956, mentre que el dr. Florisson i Jean-Baptise Céran-Jerusalémy foren escollits senadors. El 1951 el RDPT obtingué 18 dels 25 diputats a l'Assemblea de la Polinèsia Francesa. Arran de l'aprovació de la Llei-marc Defferre de 1956, que donava més poder a l'Assemblea Territorial, el prestigi del partit augmentà, va obtenir 17 de 30 diputats i Pouvana'a a Oopa, fou nomenat vicepresident i conseller d'interior.
Però a poc a poc va radicalitzar la seva postura. Reclamà la substitució de funcionaris francesos per tahitians, el retorn de les terres als tahitians i la substitució de la bandera tricolor francesa per la bandera tradicional de la reina Pomare IV. La tasca de govern a l'Assemblea provocà enfrontaments interns. El RDPT tractava de construir una economia nacional a través de la introducció d'un impost sobre la renda per tal de preparar les illes per la independència. El govern francès estava cada cop més preocupat per la influència de RDPT, i el governador local conspirava contra el govern del RDPT i va mobilitzar protestes contra el govern del RDPT per l'oposició urbana, la comunitat xinesa i els empresaris francesos.
Quan el govern francès va convocar el referèndum colonial de 1958 el RDPT farà campanya per votar a favor de la independència. Això també provocà el trencament de Pouvana'a amb Jean-Baptise Céran-Jerusalémy, qui marxà del partit per a crear el seu propi RPDT-Aratai. Malgrat que no els deixaren fer propaganda per la ràdio, aconseguiren que el no fos majoritari a Tahití i Moorea.
Pouvana'a i altres consellers del RDPT dimitiren del consell i foren arrestats, processats i trobats culpables d'autoritzar la propaganda armada i de destruir edificis. Pouvana'a fou condemnat a vuit anys de confinament en solitari, seguits de 15 d'inhabilitació, acusat d'incitar a incendiar Papeete, centre de la “societat colonial”.
El 1960, Marcel Oopa, fill de Pouvana'a, fou nomenat substitut seu com a diputat a l'Assemblea Nacional Francesa per la RDPT, però va morir el 1961 i el seu escó fou ocupat temporalment per John Teariki, qui obtindria definitivament l'escó a les eleccions legislatives franceses de 1962. El mateix any se celebraren eleccions a l'Assemblea de la Polinèsia Francesa, en la que el RDPT va obtenir 14 de 30 escons, cosa que l'obligà a formar un govern de coalició.
El partit es va radicalitzar novament quan el govern francès va començar a fer assaigs nuclears a l'atol de Mururoa, aprofitant l'avinentesa per a revifar la campanya per a reclamar més autogovern. Això li va donar l'excusa al president de França Charles de Gaulle per a emetre un decret el 1963 prohibint el partit, invocant una llei que permetia la prohibició de les organitzacions polítiques que amenaçaven la integritat nacional francesa. La decisió va ser motivada per un missatge de Pouvana'a a RDPT des de la presó, en el que cridava al partit a reclamar la plena independència.
El 1965 John Teariki i els altres dirigents del RPDT crearen el nou partit Here ai’a.